# Belemnite Point
Belemnite Point är en udde i Antarktis. Den ligger i Västantarktis. Argentina, Chile och Storbritannien gör anspråk på området.
Terrängen inåt land är platt österut, men västerut är den kuperad. Terrängen runt Belemnite Point sluttar österut. Trakten är obefolkad. Det finns inga samhällen i närheten.